# Selaginella rupincola
Selaginella rupincola là một loài dương xỉ trong họ Selaginellaceae. Loài này được Underw. mô tả khoa học đầu tiên năm 1898.